# Словак Валерій Іванович
Валерій Іванович Словак (нар. 21 жовтня 1946 — пом. 20 червня 2012) — радянський футболіст, захисник.

## Життєпис
Розпочинав грати 1965 року у команді класу «Б» «Спартак» (Берестя). У 1967 році виступав за дубль «Динамо» (Мінськ), за наступні півтора сезони провів 9 матчів у чемпіонаті та повернувся до «Спартака». З 1971 року знову в «Динамо», за три сезони у вищій лізі зіграв 64 матчі, забив 4 м'ячі. У 1974-1975 роках у першій лізі провів 53 матчі, відзначився одним голом. У весняному та осінньому чемпіонатах 1976 року зіграв по одній ігор, 1977 року на поле не виходив і перейшов у команду другої ліги «Дніпро» (Могильов). 1978 року виступав у першій лізі за «Металург» (Запоріжжя), завершував кар'єру в 1979—1981 роках у «Спартаку» (Семипалатинськ).
Помер у червні 2012 року у віці 65 років.